# Tim Brown (Politiker)
Tim W. Brown (* 25. Oktober 1962 in Omaha, Nebraska) ist ein US-amerikanischer Politiker der Republikanischen Partei.

## Leben
Brown studierte Wirtschaftswissenschaften an der Bowling Green State University. Von  November 2012 bis Juli 2016 war Brown als Nachfolger von Randy Gardner Abgeordneter im Repräsentantenhaus von Ohio. Seine Nachfolgerin wurde im Wahldistrikt für das Repräsentantenhaus die republikanische Politikerin Theresa Gavarone. Brown wurde im Juli 2016 Präsident der Toledo Metropolitan Area Council of Governments. Brown wohnt in Bowling Green, Ohio.